# The Playboy of the Western World (film)
Pour plus de détails, voir Fiche technique et Distribution.
The Playboy of the Western World est une version cinématographique de 1962 de la pièce de 1907 écrite par John Millington Synge et publiée en France sous le titre Le Baladin du monde occidental. Il a été réalisé et coécrit par Brian Desmond Hurst et interprété par Gary Raymond et Siobhán McKenna. 

## Synopsis
Un jeune homme d'un village lointain apparaît dans le comté de Mayo en affirmant à tous qu'il a assassiné son père, un coup à la tête. Les habitants éprouvent pour lui une forme d'admiration... jusqu'à ce que son père en colère vienne le chercher...

## Fiche technique
- Titre : The Playboy of the Western World
- Réalisation : Brian Desmond Hurst
- Scénario : Brian Desmond Hurst et Roland Kibbee, d'après la pièce homonyme de John Millington Synge
- Photographe : Geoffrey Unsworth
- Musique : Seán Ó Riada
- Producteurs : Michael Killanin, Denis O’Dell, Brendan Smith
- Pays d'origine :  Irlande,  Royaume-Uni
- Genre : Comédie
- Durée : 100 min

## Distribution
- Gary Raymond : Christy Mahon
- Siobhán McKenna : Pegeen Mike
- Elspeth March : la veuve Quinn
- Liam Redmond : Michael James
- Niall MacGinnis : le père Mahon

## Autour du film
Filmé dans le comté de Kerry, le film met en scène de nombreux comédiens des Abbey Players. Le film a été produit par la société Four Provinces créée en 1952 par Hurst et Michael Morris, le 3e Baron Killanin, qui avait déjà produit Quand se lève la lune et  Inspecteur de service de John Ford. 
Le film a été tourné à Inch Strand dans la péninsule de Dingle, dans le comté de Kerry. William Constable, le directeur artistique, a construit un chalet près de la plage.
Le photographe Padraig Kennelly a suivi le tournage. Ses photos de plateau sont visibles sur une petite vidéo disponible sur YouTube.